# ЭВМ (группа)
«ЭВМ» — советская рок-группа. Исполняла музыку в стилях арт-рок, хард-рок, хэви-метал.

## История группы
Группа «ЭВМ» была создана в июле 1984 года после выхода специального приказа Министерства культуры СССР о расформировании группы «Круиз». Вокалист Александр Монин, гитарист Григорий Безуглый, игравший в «Круизе» с конца 1982 до весны 1984 года, бас-гитарист Олег Кузьмичёв и барабанщик Николай Чунусов перешли работать в программу Ованеса Мелик-Пашаева под временным названием «Континент».
Сразу же после формирования коллектива, музыканты начинают работу над репертуаром, состоявших и из старых «круизовских» песен, и из новых композиций. Сдача концертной программы художественному совету, состоявшаяся 19 сентября 1984 года, окончилась провалом, после чего из группы уходит Чунусов. «Континент» переименовывается в «ЭВМ» (по аналогии с количеством участников, а также с использованием первых букв латинского написания фамилий Безуглого и Монина) и продолжает готовить концертную программу, заменив барабанщика ритм-компьютером, программированием которого был занят Безуглый, игравший также на клавишных.
Вторая попытка прийти на профессиональную сцену, связанная с XII Всемирным фестивалем молодёжи и студентов, проходившему летом 1985 года в Москве, тоже не удалась (перед этим группа пополнила свой репертуар новыми песнями и выпустила магнитоальбом). После этого второго провала «ЭВМ» покидает Олег Кузьмичёв, а вскоре группа уходит от Мелик-Пашаева.
В 1986 году группа выступает на фестивале «Рок-панорама-86». Полный состав тогдашнего «ЭВМ» не указан в источниках; указано лишь участие Монина и Безуглого. В двойную пластинку «Рок-панорама-86» вошли три песни группы, взятые из их дебютного альбома. Гораздо меньше пользы принесло «ЭВМ» участие в фестивале «Рок-панорама-87». Коллектив четыре года оставался без профессиональной работы (практически без выступлений, без гастролей и записей в студии, за исключением упоминавшегося магнитоальбома). В таких условиях состав группы постоянно менялся (кроме тандема Монин-Безуглый). Временами «ЭВМ» были просто дуэтом и группой значились только на бумаге. Тем не менее дуэт и в такой ситуации сумел принять участие в нашумевшем телевизионном исполнении песни «Замыкая круг» — советской версии We Are The World Майкла Джексона. Им помогло то, что песня была написана Крисом Кельми совместно с поэтессой Маргаритой Пушкиной, на стихи которой Безуглый когда-то сочинил свои первые песни и которая участвовала как автор текстов в дебютном альбоме группы (две вещи вошли в пластинку «Рок-панорама-86» с указанием псевдонима Р. Линн — Рита Линн; впоследствии, на альбоме «Здравствуй, дурдом!», она в одной песне подписалась как Р. Линн, а в другой — М. Пушкина). В те годы (1987—1988) в «ЭВМ» играл барабанщик Андрей Перцев (впоследствии перешедший в «Чёрный кофе»).
К концу 1988 года у группы наконец стабилизируется состав — кроме Монина (вокал) и Безуглого (гитара, бэк-вокал), в коллективе начинают играть бас-гитарист Пётр Макиенко и барабанщик Игорь Костиков (экс-«Рондо», экс-«Стайер»).
«ЭВМ» начинает активную студийную деятельность, поскольку материала за прошедшие годы накопилось много, а также появились новые вещи. Все это было отрепетировано и аранжировано вместе с пришедшими музыкантами. Группа записывает второй магнитоальбом, который был переработан в 1989 году в студии Всесоюзной фирмы грамзаписи «Мелодия». Через год вышла виниловая пластинка «Здравствуй, дурдом!» (проектное название — «Кинули, кинули»). Это был единственный диск «ЭВМ». В него не вошла из-за своего жёсткого текста композиция «Российский рок», написанная в соавторстве Мониным и Безуглым (на стихи Монина).
В 1990 году группу покинул Игорь Костиков, перешедший в аккомпанирующий ансамбль Константина Никольского (там же оказался и продолжавший сотрудничать с «ЭВМ» в качества звукорежиссёра бас-гитарист Александр Кузьмичёв). Костикова заменил Александр Новиков. В следующем году в «ЭВМ» вернулся Олег Кузьмичёв (вместо Макиенко), барабанщиком стал игравший с ним в группе «Монте-Кристо» Игорь Дроздов. Группа начала готовить новый альбом; были записаны две песни Монина и Безуглого на стихи Монина (на пластинке «Здравствуй, дурдом!» именно так была создана половина песен), а вещь «Цыпа-цыпа» оба соавтора сочинили на текст «Цыплёнка жареного». Работа прекратилась из-за возникшей идеи восстановления «Круиза» с участием музыкантов первого состава, идеи, которая осуществилась в 1992 году, на чём и закончилась история «ЭВМ». Однако последние записи не пропали; они, вместе с концертной записью 1990 года, дополнили на вышедшем в 1996 году компакт-диске мини-альбом «Круиза» «P. S. Продолжение следует» (1984).

## Дискография
- 1985 — «Концерт на Донбассе» (магнитоальбом)
- 1986 — «Три Дороги» (магнитоальбом)
- май 1986 — ЭВМ. Концерт в г. Подольске, Зеленый театр
- 1987 — «Панорама-86» (1 и 2; сборник рок-фестиваля на виниле)
- 1987 — ЭВМ. Сборник (3 песни)
- 1988 — «Серп и молот» (магнитоальбом, переиздан в 2001 году как альбом группы «Круиз» «ВЕТЕРаны РОКа», CD)
- 1990 — «Здравствуй, дурдом!» (винил). Общий тираж: 64 080 экз.[1]

## Состав группы
| 1984 —1985 · Александр Монин — вокал · Григорий Безуглый — гитара, бэк-вокал · Олег Кузьмичев— бас-гитара, бэк-вокал · Николай Чунусов — ударные 1985 · Александр Монин — вокал, ритм бокс · Григорий Безуглый — гитара, бэк-вокал · Олег Кузьмичев— бас-гитара, бэк-вокал 1986 · Александр Монин — вокал · Григорий Безуглый — гитара, бэк-вокал · Александр Горячев - гитара · Олег Кузьмичев — бас-гитара, бэк-вокал · Николай Чунусов — ударные 1987 · Александр Монин — вокал, ритм бокс · Григорий Безуглый — гитара, бэк-вокал 1987 – 1988 · Александр Монин — вокал · Григорий Безуглый — гитара, бэк-вокал · Анатолий Куликов – бас-гитара · Евгений Ушеров (Jimmi) – гитара · Дмитрий Серебряков – ударные | 1988 · Александр Монин — вокал · Григорий Безуглый — гитара, бэк-вокал · Вячеслав Воронов – бас-гитара · Евгений Ушеров (Jimmi) – гитара · Андрей Перцев – ударные (был несколько месяцев) · Андрей Новиков – ударные (сменил Перцева) · Андрей Титков – клавишные 1989 - 1990 · Александр Монин — вокал · Григорий Безуглый — гитара, бэк-вокал · Петр Макиенко — бас-гитара, бэк-вокал · Игорь Костиков – ударные 1991 · Александр Монин — вокал, ритм бокс · Григорий Безуглый — гитара, бэк-вокал · Олег Кузьмичев— бас-гитара, бэк-вокал · Игорь Дроздов – ударные В 1992 ГОДУ ВОССОЗДАН КРУИЗ: · Александр Монин — вокал · Григорий Безуглый — гитара, бэк-вокал · Александр Кирницкий — бас-гитара, бэк-вокал · Всеволод Королюк – ударные · Позже, присоединились О.Кузьмичев и Н.Чунусов. |

1. ↑  ЭВМ – тиражи пластинок в СССР и России. BestSellingAlbums.org. Дата обращения: 6 марта 2025.